# تمام الغول
تمام علي خضر الغول (1938 -) سياسية أردنية ووزيرة سابقا شغلت منصب وزير التنمية الاجتماعية في حكومة علي أبو الراغب الأولى والثانية من (19 يونيو 2000 - 21 يوليو 2003) كما شغلت أيضا منصب مدير وحدة تحدي الألفية في رئاسة الوزراء. وهي خبيرة في شؤون منظمة التجارة العالمية ومسؤولة عن مفاوضات انضمام الأردن إلى منظمة التجارة العالمية ومسؤولة عن التعاون الدولي في وزارة التخطيط وعملت مع المنظمة الصناعية في وزارة الصناعة والتجارة وفي دائرة الابحاث والدراسات في البنك المركزي.في 27 سيبتمبر 2016 صدرت الإرادة الملكية بتعيينها عضوا في مجلس الأعيان الأردني السابع والعشرين.وهي أم لشابين وابنة وزوجة طبيب في الجيش. وعملت في مجلس الاعيان منذ العام الماضي.

## المؤهلات العلمية
- شهادة الماجستير في الاقتصاد السياسي والإحصاء، من جامعة سنت اندروز اسكوتلندا، 1965.

## الجوائز
- وسام الاستقلال من الدرجة الأولى والثانية.[1]